# Agatha Dietschi
Agatha Dietschi, auch bekannt als Hans Kaiser und Schnitter Hensli († nach April 1548), wurde in Freiburg im Breisgau der Ketzerei angeklagt, weil sie sich als Mann ausgegeben hatte und eine Ehe mit einer Frau eingegangen war. Sie gilt als ein frühes Beispiel für die Strafverfolgung einer homosexuellen Frau.

## Leben
Dietschi stammte aus Wehingen und war dort mit einem Mann verheiratet. In Neidingen an der oberen Donau lernte sie später Anna Reuli kennen. Als sie dort zum ersten Mal erschien, trat sie als Mann in Begleitung einer Frau und eines älteren Kindes auf. Zwischenzeitlich verschwunden, kehrte Dietschi alleine nach Neidingen zurück und gab an, Frau und Kind seien gestorben. Unter dem Namen Hans Kaiser, genannt Schnitter Hensli, arbeitete Dietschi nachweislich seit 1538 als Landarbeiter im Donautal. Für Pfingsten 1540 ist bezeugt, dass Hans Kaiser und Anna Reuli „einander zum heiligen Sakrament der Ehe genommen“ haben. Damit war zunächst nur der Ehevollzug gemeint, nicht aber die kirchliche Feier im Sinne einer rechtsgültigen Eheschließung. Hans Kaiser zog erneut fort, dieses Mal nach Schaffhausen. Erst als Anna Reulis Schwager ihm nachreiste und forderte, er solle Anna „zur Kirche und Straße führen“, kam es zur kirchlichen Trauung – mit Zustimmung der Gemeinde.
Sieben Jahre später ging Reuli eine Beziehung mit Marx  Gross ein, was die Ehe stark belastete. Anna Reuli gab später zu Protokoll: „Das wollte Agatha nicht leiden und tät stets wie ein ander  Mann mit ihr darum hadern, schelten und kriegen. Also (daß) sie, Anna, solches Gezänk nicht mehr leiden mochte und es ihrem Schwager […] anzeigte.“ Demnach teilte Anna erst wegen des andauernden Streits ihrem Schwager mit, dass ihr Ehemann eine Frau war. Sie selbst hatte nach eigener Aussage einige Zeit nach der Eheschließung gemerkt, dass Hans eigentlich Agatha war. Sie sagte aus, „daß sie einander eineinhalb Jahre eheliche Beiwohnung getan, das sie (aber bis dahin) noch nicht gewußt, ob Agatha eine Frau oder ein Mann wäre, bis erst um dieselbige Zeit, (da) hätten sie beide an einem Abend nieder- und schlafen gehen wollen. Da hätte sie, Agatha, zuvor das Wasser abgeschlagen, dazu wie ein Weib niedergehockt. Das hätte (wäre) sie, Anna, gewahr geworden und (dann) erst gedacht, daß er auch ein Weib wäre“.
Nach dieser Entdeckung entschieden sich beide, weiterhin als Ehepaar zusammen zu leben. Den Aussagen der Nachbarn zufolge haben sie eine gute Ehe geführt und „gar wohl mit einander gelebt“. Dass Hans Kaiser eine Frau war, blieb der Dorföffentlichkeit bis zuletzt verborgen. Anna Reulis Beziehung zu Marx Gross zog aber schließlich die Scheidung nach sich: Zusammen mit ihrem Schwager zeigte Anna Reuli ihren ‚Ehemann‘ Agatha Dietschi an. Diese floh daraufhin nach Freiburg und wurde dort 1547 festgenommen. Die im Stadtarchiv Freiburg aufbewahrte „Criminalia“-Akte zu dem Fall wurde am 10. Dezember 1547 eröffnet und am 16. April 1548 geschlossen. Im Scheidungsprozess leugnete Reuli, mit Dietschi in einem sexuellen Verhältnis gestanden zu haben. Gross, der Reuli vor Bestrafung schützen wollte, versicherte, dass sie beim ersten gemeinsamen Geschlechtsverkehr noch Jungfrau gewesen sei. Demgegenüber sagten Zeugen aus, Dietschi und Reuli beim gemeinsamen Liebesspiel beobachtet zu haben. Die Ermittlungen ergaben, dass Dietschi bereits mehrfach verheiratet gewesen war – als Mann und als Frau. Dietschi gab als Grund für die Entscheidung, als Mann leben zu wollen, an: „Wäre auch in dreizehn Jahren bei keinem Mann nie gelegen und es hätt ihr ein Pfaff gesagt, es wär ihr angetan worden, dass sie keine Liebe zu keinem Mann nicht mehr haben würd“. Reuli gegenüber soll Dietschi gesagt haben: „Es wäre ihr von einem anderen bösen Weib angetan, das wisse Gott, daß sie also in Mannskleidung gehen müßte, könnte auch keinen Mann mehr lieb gewinnen.“

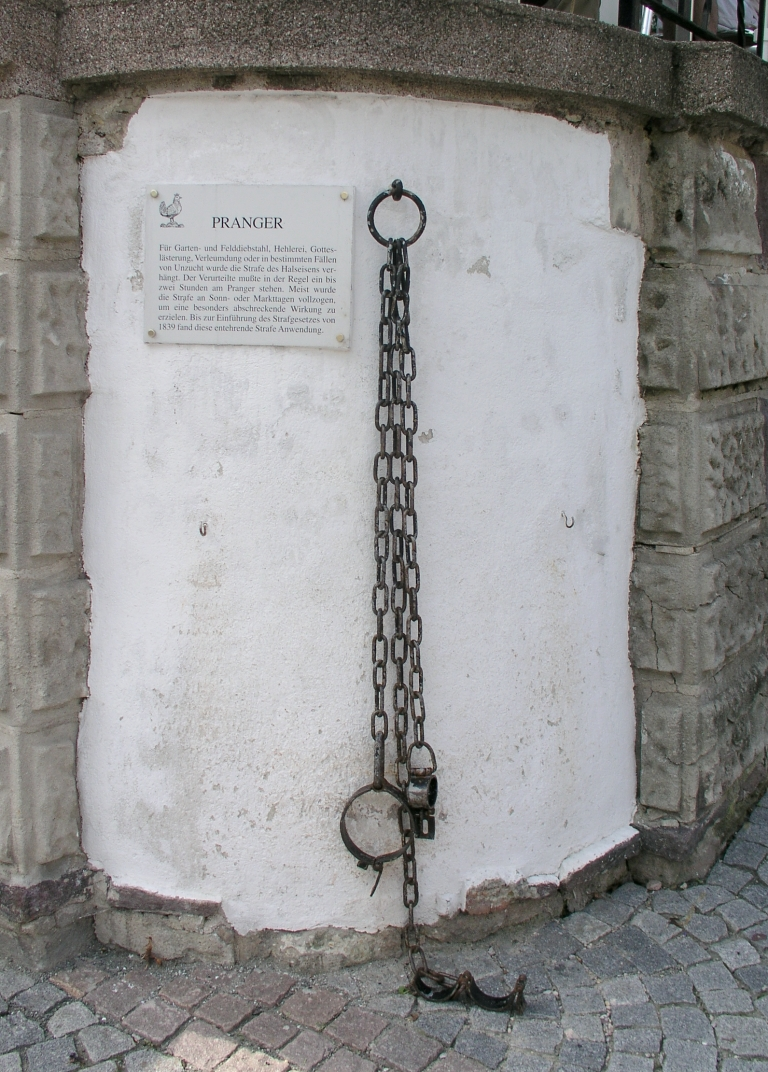
Pranger mit Halseisen in Ilmenau, Thüringen (Beispielfoto)

Entscheidend für die Anklage der Ketzerei war der Nachweis sexueller Handlungen zwischen Personen desselben Geschlechts. Bei Dietschi wurde ein phallisches Hilfsmittel gefunden, jnnstrument  oder rüstung genannt, das beim Akt zwischen Frauen verwendet werden konnte, vergleichbar mit einem Strap-on-Dildo. Sie gestand, es zu Beginn ihrer Ehe mit Anna Reuli benutzt zu haben, was die Verhaftung Reulis nach sich zog. Für Reuli ist indes keine, für Dietschi eine vergleichsweise milde Strafe überliefert. Offenbar hatte man trotz vorhandener Indizien angenommen, dass die Penetration nicht erfolgreich war und daher die Ehe nicht vollzogen worden ist. Die Verwendung des penisähnlichen Instruments stellte gleichwohl eine verbotene Verkehrung der Geschlechterhierarchie dar und wurde bestraft: Dietschi wurde 1548 mehrere Tage lang am Freiburger Münsterplatz am Pranger „mit dem Halseisen bestraft“ und anschließend aus der Stadt verbannt.

## Ähnliche Fälle
Homosexualität unter Frauen wurde wesentlich seltener strafrechtlich verfolgt als bei Männern: „Das Strafrisiko für Frauen stieg insbes[ondere] dort, wo sie sich männlicher Geschlechts- und Sexualrollen bedienten“. Auch in Freiburg war der Prozess ungewöhnlich. In ihrem Buch über Freiburger Frauen vom 13. bis 18. Jahrhundert stellen Sully Roecken und Carolina Brauckmann für Agatha Dietschi als Besonderheit heraus,

„daß sie als Mann lebt. Sie entzieht sich ganz und gar dem Frauenleben. Sie kleidet sich wie ein Mann, sie kann es sich leisten, allein umherzuziehen. Sie arbeitet wie ein Mann, sie bekennt auch, dass sie zu Neudingen ein Bannwart wär gewesen. Ein Bannwart, der sie als Frau nie hätte sein können.“

Allerdings ist das Phänomen, dass Frauen in Männerkleidern auftraten und männliche Rollen ausfüllten (weiblicher Transvestitismus), seit dem 16. Jahrhundert mehrfach belegt, auch in anderen europäischen Ländern. Frauen konnten auf diese Weise andere Tätigkeiten ausführen und höhere Verdienste erzielen. Sie arbeiteten in der Landwirtschaft, fuhren zur See oder versahen den Kriegsdienst. Wegen Sodomie wurde Katherina Hetzeldorfer schon 1477 bei Speyer im Rhein ertränkt. Für das südbadische Grenzach ist ein Fall „von einer frowen, so in manszkleidung gerichtet wart“, überliefert. Sie war – wie Dietschi – Ehemann und Landarbeiter, blieb über Jahre hinweg unentdeckt und wurde 1537 ertränkt, als nach einem Diebstahl ans Licht kam, dass es sich bei ihr um eine Frau handelt. Catharina Margaretha Linck wurde 1721 in Halberstadt als letzte Frau in Europa wegen ihrer Homosexualität mit dem Tod bestraft.

## Nachwirkung
Das Freiburger Theaterkollektiv „RaumZeit“ inszenierte 2018 das Leben Agatha Dietschis bzw. Hans Kaisers mit dem Stück Hans Kayser auf der Flucht – eine wahre Lügengeschichte. Dabei wurden die Originaldokumente des Gerichtsverfahrens von 1548 aus dem Stadtarchiv Freiburg zugrunde gelegt. Der 2021 veröffentlichte digitale Audioguide „Queere Geschichte*n Freiburg“ widmet dem Leben Dietschis und dem Gerichtsverfahren die knapp zehnminütige Station 5 am Freiburger Münster mit dem Titel „Hans Kayser, queer in der Frühen Neuzeit“.
Ria Brodell, ein nicht-binärer amerikanischer Künstler, begann 2010 mit der Gemäldeserie Butch Heroes. Sie zeigt 28 Menschen, „who were assigned female at birth, had relationships with women and presented in a more masculine than feminine manner“ (Übersetzung: die bei der Geburt als weiblich eingestuft wurden, dokumentierte Beziehungen zu Frauen hatten und deren Erscheinung eher männlich als weiblich war). Die Gemälde sind im Stile katholischer Andachtsbilder von Heiligen gefertigt und sollen auf diese Weise Menschen würdigen, die vielerorts vergessen sind und ausgegrenzt wurden. Brodell malte „Agatha Dietschi aka Hans Kaiser“ bei der Arbeit als Erntehelfer bei der Getreideernte.